# Khumujam Devi
Khumujam Tombi Devi (ur. 1 stycznia 1982) – indyjska judoczka. Olimpijka z Pekinu 2008, gdzie zajęła dziewiętnaste miejsce w kategorii 48 kg. Siódma na igrzyskach azjatyckich w 2010. Brązowa medalistka mistrzostw Azji w 2007. Triumfatorka mistrzostw wspólnoty narodów w 2007 i 2010. Wicemistrzyni Azji juniorów w 2000 roku.
Uhonorowana nagrodą Arjuna w 2006 roku.
- Turniej w Pekinie 2008

Przegrała pierwszą walkę z Portugalką Aną Hormigo i odpadła z turnieju.